# Alexander Shulgin

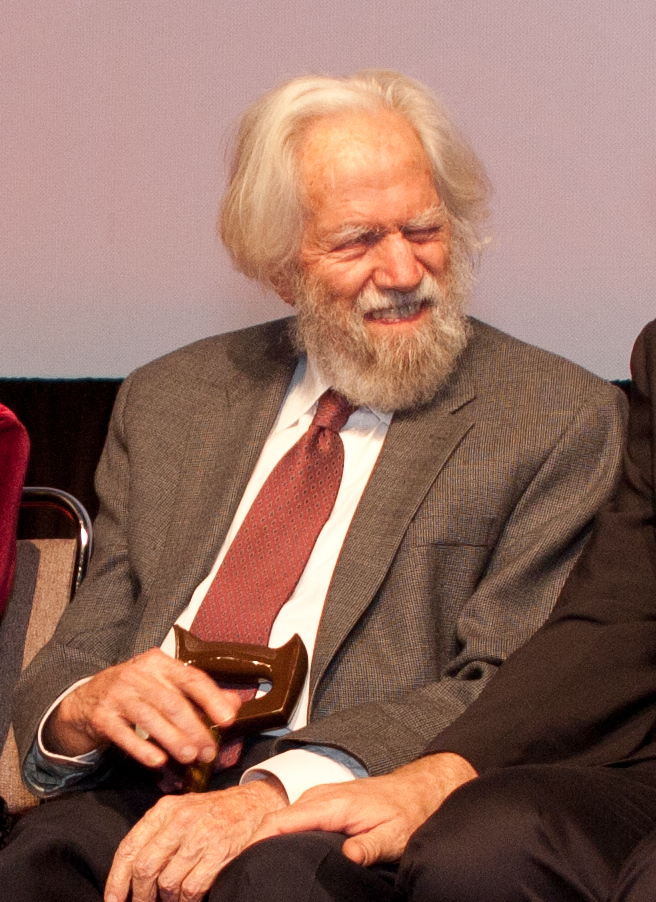
Alexander Shulgin 2010

Alexander „Sasha“ Theodore Shulgin (* 17. Juni 1925 in Alameda, Kalifornien; † 2. Juni 2014 in Lafayette, Kalifornien) war ein amerikanischer Chemiker und Pharmakologe russischer Abstammung. Er ist bekannt für seine jahrzehntelange Arbeit in der systematischen Entwicklung von synthetischen Halluzinogenen, überwiegend aus den Strukturklassen der Phenethylamine und Tryptamine. In den 1990er Jahren wandte Shulgin sich mit seinen Büchern PiHKAL und TiHKAL an eine breite Öffentlichkeit.

## Leben
Nachdem Shulgin in der US-Navy gedient hatte, studierte er Biochemie an der U.C. Berkeley. Den Doktorgrad Ph. D. erlangte er 1954. In den späten 1950er Jahren forschte er als Post-Doktorand an der U.C. San Francisco auf dem Gebiet der Pharmakologie. Nach einer kurzen Phase als Forschungsdirektor bei Bio-Rad Laboratories wurde er Forschungschemiker bei Dow Chemical. Dort entwickelte er das erste biologisch abbaubare Insektizid Mexacarbat, das von Dow Chemical unter dem Markennamen Zectran vertrieben wurde. Als Anerkennung räumte sein Arbeitgeber ihm großzügigen Raum ein für seine private Forschung über psychedelisch wirkende Substanzen, die er zuvor schon beiläufig betrieben hatte. Nach einiger Zeit jedoch wollte das Unternehmen mit Shulgins psychedelischen Arbeiten nicht mehr in Verbindung gebracht werden und untersagte ihm, in seinen Publikationen als Autorenadresse weiterhin die Adresse von Dow Chemical anzugeben.
1965 verließ er Dow Chemical. Er arbeitete danach als wissenschaftlicher Berater für die Drug Enforcement Administration (DEA) und das National Institute on Drug Abuse (NIDA) und unterrichtete Forensische Toxikologie und Public Health an den Universitäten von San Francisco und am San Francisco General Hospital. Er hatte bis 1994 das Privileg, eine staatliche Lizenz zu besitzen, die ihm das Arbeiten mit verbotenen Drogen („Schedule I Drugs“) erlaubte. Nach einer Razzia seines Labors in seinem Schuppen durch die DEA im Jahre 1994 wurde ihm jedoch diese Sondererlaubnis entzogen und eine Strafzahlung von 25.000 Dollar abgefordert wegen Arbeiten für anonyme Auftraggeber, die er dann auch beglich. Shulgin sagte in einem Interview, dass er sich an die geltende Gesetzeslage gehalten habe.
In den 1960er Jahren stellte Shulgin einige Mescalin-Analoga her und publizierte die Ergebnisse in der Fachzeitschrift Nature. 1976 wurde er von einer Studentin auf die psychoaktive Wirkung von MDMA – heutzutage einer der Hauptbestandteile von Ecstasy – aufmerksam gemacht, als dessen psychoaktive Eigenschaft noch kaum bekannt war. Shulgin bezeichnete MDMA als sein „low-calorie Martini“. Er entwickelte daraufhin im selben Jahr eine neue Synthesemethode für die bereits 1912 von Merck erstmals hergestellte und 1914 patentierte, aber als kommerziell wertlos eingestufte Substanz. In Folge stellte er 1976 MDMA dem befreundeten Psychologen Leo Zeff vor. Zeff setzte daraufhin MDMA in niedriger Dosierung in seinen gesprächstherapeutischen Sitzungen als Hilfsmittel ein. Shulgin wurde prominent in der Geschichte des MDMAs, als er 1978 zusammen mit dem US-Pharmakologen David Nichols die erste psychopharmakologische Studie zu MDMA veröffentlichte.
Seitdem hat Shulgin mehr als dreihundert psychoaktive Verbindungen synthetisiert und im Selbstversuch mit seiner Frau Ann Shulgin (1931–2022) getestet. Die daraus gewonnenen Erfahrungen, Synthesewege und Dosisangaben hat er in vier Büchern sowie in über zweihundert Zeitschriftpublikationen veröffentlicht. Shulgins bekannteste Entdeckungen sind das DOB und das 2C-B. Er gilt auch als Namensgeber der 2C-Stoffgruppe. Er war in der „psychedelischen Gemeinde“ aktiv, hielt Vorträge auf Konferenzen und gab Interviews.
Sein Leben und Wirken wurde in dem Dokumentarfilm „Dirty Pictures“ (deutscher Titel: „Ecstasy Bandits“) dargestellt.

## Rezeption
Obwohl er nicht der Erfinder von MDMA war, sondern eine vereinfachte Synthese beschrieben hatte, wurde er in der Clubkultur elektronischer Musik als Godfather of Ecstasy bezeichnet. In einer systematischen Übersichtsarbeit von 2014 zur Synthese von Designerdrogen wird letztlich auf deren Gefahren hingewiesen: „(...)Designerdrogen können bizarre und gewalttätige Verhaltensweisen hervorrufen, ihre tödliche Dosis ist unbekannt, ebenso wie die Behandlung einer Überdosierung und ihre Auswirkungen auf die Schwangerschaft(...)“. Alexander Shulgin und andere hätten „als Erforscher des inneren Raumes in der Underground-Chemie einen herausragenden Status“ erworben. Er behauptete, Meskalin habe ihm die Existenz einer „in unserem Geist verborgenen Welt“ bewusst gemacht, deren Verfügbarkeit durch Chemikalien katalysiert werde. Die Arbeit konkludiert abschließend: „Die Expeditionen der Psychonauten ins Innere des Landes haben den Geist der synthetischen Freizeitgestaltung aus der Flasche gelassen, und nun muss die Gesellschaft den geeignetsten Weg finden, ihn wieder hineinzulegen.“